# Hans-Joachim Geffert
Hans-Joachim Geffert (* 9. Januar 1935 in Rathenow; † 13. März 2019 in Schönebeck (Elbe)) war ein deutscher Heimatforscher und Pädagoge.

## Leben
Geffert absolvierte nach der Erlangung der Hochschulreife ein Studium für Geschichte und Geographie auf Lehramt in Dresden. Im Anschluss wurde er Lehrer in  Klötze/Altmark. Ab 1958 arbeitete er als Lehrer, Kreisfachberater Geographie, stellvertretender Direktor und Direktor an verschiedenen Schulen des Kreises Schönebeck. 1965 wurde er für ein halbes Jahr zur Mitarbeit im Fachgebiet Geographie an das Deutsche Pädagogische Zentralinstitut abgeordnet und danach Mitglied der Arbeitsgruppe Lehrpläne des Wissenschaftlichen Rates. 1970 wurde er Oberlehrer. 1971 erfolgte seine Berufung als Mitglied des Wissenschaftlichen Rates des Instituts für Gesellschaftswissenschaftlichen Unterricht sowie des Instituts für Unterrichtsmittel an der Akademie der Pädagogischen Wissenschaften der DDR bis 1981. 1975 promovierte er an der Pädagogischen Hochschule Potsdam mit der Dissertation Funktionsbestimmung geographischer Projektionsfolien im Unterrichtsprozess und Grundsätze ihrer Gestaltung zum Doktor der Erziehungswissenschaften, nachdem er zuvor durch ein Zusatzstudium die Befähigung für das Lehramt bis zur Klassenstufe 12 erworben hatte. 1978 delegierte man ihn an das Institut für Lehrerbildung (IfL) in Magdeburg, wo zukünftige Lehrer der Klassenstufen 1–4 ausgebildet wurden und wo er 1980 Fachschuldozent und Fachbereichsleiter wurde. Im gleichen Jahr erfolgte seine Berufung als Mitglied der Zentralen Fachkommission Heimatkunde und Methodik des Heimatkundeunterrichts des IfL. Für 6 Jahre wirkte er auch als Leiter der Schulbuchforschung am IfL. 1982 wurde ihm der Titel Studiendirektor verliehen. 1989 bat er um die Entbindung als Fachbereichsleiter und Forschungsleiter und war danach nur noch Fachgruppenleiter Heimatkunde. 1990 berief ihn der Landesschulrat zum Leiter der Projektgruppe Rahmenrichtlinien für den Heimat- und Sachunterricht im Land Sachsen-Anhalt. Da das IfL abgewickelt werden sollte, bewarb er sich als Gymnasiallehrer im Kreis Schönebeck. So arbeitete er von 1991 bis zum Erreichen des Rentenalters am Gymnasium Barby/Elbe.
Geffert ist Autor mehrerer Veröffentlichungen über die Stadt Schönebeck (Elbe) und den Landkreis Schönebeck. Er war von 1958 bis 1964 ehrenamtlich im Stadtarchiv Schönebeck tätig und bis 1991 Mitglied des Beirates des Kreismuseums Schönebeck. Für die Vergegenwärtigung des historischen Kontextes, der Stadt und der Region um Schönebeck, erhielt Geffert 2005 den Rathauspreis der Stadt Schönebeck.

## Werke (Auswahl)
- Die Salzstadt Schönebeck (Elbe) und das Soleheilbad Bad Salzelmen. Calbe: Grafisches Centrum Cuno, 2004
- Spurensuche: von der Völkerwanderung zum heutigen Landkreis Schönebeck. Kreissparkasse Schönebeck, Calbe: Grafisches Centrum Cuno, 1999, ISBN 3-9806327-1-7
- Die „Weiße Frau“ von der Gruselei: Sagen des Kreises Schönebeck, nach alten Quellen gesichtet. Verlag Ziethen, Calbe: Grafisches Centrum Cuno, 1995, ISBN 3-928703-72-2
- Bei uns in Sachsen-Anhalt – Heimatkundelehrbuch für die Klasse 4 Westermann Verlag, Braunschweig, 1991
- Baudenkmale im Kreis Schönebeck. Kreismuseum Schönebeck, Magdeburg: Druckerei Volksstimme Magdeburg, 1988, ISBN 3-910016-01-4
- Fachwissenschaftliche Grundlagen des Heimatkundeunterrichts aus der Geographie. Ministerium für Volksbildung, Berlin, 1988
- Heimatkunde – Lehrbuch für die Klasse 3 Volk und Wissen Verlag Berlin, Berlin, 1984
- 750 Jahre Schönebeck (Elbe) Herausgeber Stadt Schönebeck, Schönebeck, 1973 (Mitautor)
- Die glazialmorphologischen und periglazialen Verhältnisse westlich von Schönebeck. Pädagogische Hochschule Potsdam, Potsdam, 1967
- Schüler-Arbeitsheft : Erdkunde Klasse 5. Pädagogisches Bezirkskabinett Magdeburg, Magdeburg, 1963